# P. Djèlí Clark
Pour les articles homonymes, voir Clark.
Œuvres principales
- Les Tambours du dieu noir
- L'Étrange Affaire du djinn du Caire
- Le Mystère du tramway hanté
- Ring Shout : Cantique rituel
- Maître des djinns

P. Djèlí Clark, nom de plume de Dexter Gabriel, né le 11 juin 1971 dans le Queens à New York, est un historien, romancier et nouvelliste américain de science-fiction, de fantasy et d'horreur. Il utilise également les pseudonymes Phenderson Djèlí Clark et Djeli A. Clark.

## Biographie
Dexter Gabriel est né le 11 juin 1971 dans le Queens à New York. Il a été envoyé par ses parents dans leur maison d'enfance à Trinité-et-Tobago pour que ses grands-parents l'élèvent. Il en est reparti à l'âge de huit ans pour vivre à Staten Island et Brooklyn jusqu'à ses douze ans pour ensuite vivre à Houston,.
Il est historien et professeur à l'université du Connecticut. Sa profession l'amenant à publier des articles, il a choisi de publier ses œuvres de fiction sous pseudonymes (P. Djèlí Clark, Phenderson Djèlí Clark et Djeli A. Clark). Sa première nouvelle paraît en 2011 et Tor.com publie en 2016 sa première nouvelle majeure, L'Étrange Affaire du djinn du Caire (A Dead Djinn in Cairo). Sa nouvelle The Secret Lives of the Nine Negro Teeth of George Washington parue en 2018 a remporté le prix Nebula de la meilleure nouvelle courte 2018 et le prix Locus de la meilleure nouvelle courte 2019. Son roman court Ring Shout : Cantique rituel (Ring Shout; or, Hunting Ku Kluxes in the End Times) s'est vu décerner le prix Nebula du meilleur roman court 2020 ainsi que le prix Locus du meilleur roman court 2021.
Son premier roman, Maître des djinns (A Master of Djinn), paraît en 2021. Il remporte le prix Nebula du meilleur roman 2021, le prix Compton-Crook 2022 et le prix Locus du meilleur premier roman 2022.
Sa nouvelle How to Raise a Kraken in Your Bathtub parue en 2023 a remporté le prix British Science Fiction de la meilleure fiction courte 2023 ainsi que le prix Locus de la meilleure nouvelle courte 2024.

## Œuvres

### SérieMinistère égyptien de l'Alchimie, des Enchantements et des Entités surnaturelles
1. L'Étrange Affaire du djinn du Caire, 2021 ((en) A Dead Djinn in Cairo, 2016), trad. Mathilde MontierNouvelle contenue dans Les Tambours du dieu noir, L'Atalante, coll. « La Dentelle du cygne », 144 p. (ISBN 979-10-360-0074-4)
2. Le Mystère du tramway hanté, L'Atalante, coll. « La Dentelle du cygne », 2021 ((en) The Haunting of Tram Car 015, 2019), trad. Mathilde Montier, 128 p.  (ISBN 979-10-360-0082-9)
3. Maître des djinns, L'Atalante, coll. « La Dentelle du cygne », 2022 ((en) A Master of Djinn, 2021), trad. Mathilde Montier, 480 p.  (ISBN 979-10-360-0101-7)Prix Nebula du meilleur roman 2021, prix Compton-Crook 2022 et prix Locus du meilleur premier roman 2022

### SérieAbeni's Song
1. (en) Abeni's Song, 2023
2. (en) Abeni and the Kingdom of Gold, 2025

### Romans indépendants
- Les Tambours du dieu noir, 2021 ((en) The Black God's Drums, 2018), trad. Mathilde MontierRoman court contenu dans Les Tambours du dieu noir, L'Atalante, coll. « La Dentelle du cygne », 144 p. (ISBN 979-10-360-0074-4)
- Ring Shout : Cantique rituel, L'Atalante, coll. « La Dentelle du cygne », 2021 ((en) Ring Shout; or, Hunting Ku Kluxes in the End Times, 2020), trad. Mathilde Montier, 176 p.  (ISBN 979-10-360-0092-8)Prix Nebula du meilleur roman court 2020, prix Locus du meilleur roman court 2021 et prix British Fantasy du meilleur roman court 2021
- La Guilde des Queues de chats morts, L'Atalante, coll. « La Dentelle du cygne », 2025 ((en) The Dead Cat Tail Assassins, 2024), trad. Mathilde Montier, 208 p.  (ISBN 979-10-360-0224-3)